# Давай потанцуем (фильм, 1950)
Давай потанцуем (англ. Let's Dance) — музыкальный романтический комедийно-драматический цветной фильм 1950 года с Бетти Хаттон и Фредом Астером в главных ролях, выпущенный Paramount Pictures.

## Сюжет
Во время Второй мировой войны Китти Макнил (Бетти Хаттон) и её партнёр по танцам Дональд Элвуд (Фред Астер) выступают перед солдатами в Лондоне. Дон объявляет о своей помолвке с Китти на сцене, но Китти позже говорит ему, что она недавно вышла замуж за пилота Ричарда Эверетта, члена богатой бостонской семьи. Эверетт был застрелен вскоре после свадьбы.
Пять лет спустя Китти вовлечена в борьбу с бабушкой своего покойного мужа Сереной (Люсиль Уотсон) за опеку над сыном Китти и Ричарда, Ричардом «Ричи» Эвереттом VII (Грегори Моффетт). Серена не любит Китти и думает, что лучше всех знает как воспитать Ричи. Китти решает бежать в Нью-Йорк с сыном.
Отчаянно нуждаясь в деньгах, Дон устраивается на работу в ночной клуб Ларри Чаннока (Бартон Маклейн). Он встречает безработную Китти в кафе и ему удается устроить её на работу сигарницой. Серена отправила двух своих адвокатов Полвистла (Роланд Янг) и Вагстаффе (Мелвилл Купер) в клуб, где они вызывают Китти в суд, чтобы Серена получила опеку над Ричи. Дон уговаривает Ларри дать Китти постоянную работу в качестве его партнёра по танцам в клубе, но в суде всплывают различные потенциально неловкие подробности о том, что Ричи не ходит в школу и проводит большую часть своего времени в клубе. Впрочем, на все легко отвечает любезный персонал ночного клуба. Судья дает Китти шестьдесят дней, чтобы дать Ричи стабильную домашнюю жизнь, для чего Дон соглашается жениться на Китти. Однако Дон и Китти ссорятся в бюро выдачи разрешений на брак, что прекращает их недолгую помолвку.
Китти обручается с богатым Тимоти Брайантом (Шеппард Струдвик), другом Дона. Ревнивому Дону удается разорвать помолвку, и все выглядит хорошо, пока Серена не возвращает себе опеку над Ричи. Китти похищает Ричи и прячет его в клубе. Однако Дону, заработавшему значительную сумму денег на продаже скаковой лошади, удается уладить отношения между Китти и Сереной. Обрадованная Китти соглашается выйти замуж за Дона.

## Распределение ролей
- Бетти Хаттон в роли Китти Макнил
- Фред Астер в роли Дональда Элвуда
- Роланд Янг в роли Эдмунда Полвистла
- Рут Уоррик в роли Кэрол Эверетт
- Люсиль Уотсон в роли Серены Эверетт
- Грегори Моффет в роли Ричарда Эверетта
- Бартон Маклейн в роли Ларри Чаннока
- Шеппард Струдвик в роли Тимоти Брайанта
- Мелвилл Купер в роли Чарльза Вагстаффа
- Гарольд Хубер, как Марсель
- Джордж Зукко, как судья Маккензи
- Пегги Бэдли в роли Бабблз Мэлоун
- Вирджиния Толанд в роли Элси

## Производство
Воодушевленная большим успехом MGM, объединившего Астера со своей крупнейшей музыкальной звездой Джуди Гарланд в музыкальном блокбастере 1948 года «Пасхальный парад», Paramount решила объединить Астера со своей самой большой музыкальной звездой женского пола (Хаттон), надеясь, что произойдет то же волшебство кассовых сборов. и даже, возможно, просто случайно, дал персонажу Астера то же имя (Дон), что и в фильме 1948 года. К сожалению, фильм не повторил успеха предыдущего фильма.
Хотя с финансовой точки зрения фильм был достаточно успешным, в целом он разочаровал зрителей. "Давай потанцуем " полностью затмил другой музыкальный фильм Хаттона 1950 года «Энни, возьми свой пистолет», ставший одним из самых кассовых фильмов года.
Хаттон была отдана MGM, чтобы заменить Гарланд (из-за болезни) в роли Энни Окли в «Энни, достань свое оружие».
Фрэнк Лессер написал музыку.